# Retaule dels sants Abdó i Senén
El Retaule dels sants Abdó i Senén és un retaule pictòric d'estil gòtic català realitzada al tremp d'ou per l'artista Jaume Huguet l'any 1460 per a l'església de Sant Pere de Terrassa. És un dels retaules més ben conservats de l'autor, ja que només s'ha traslladat un cop en 500 anys i s'ha mantingut íntegre i sense patir agressions. És d'un estil proper al gòtic internacional, tot i que es va realitzar en la fase de maduresa de Jaume Huguet, un cop aquest havia fet una aproximació al realisme dels primitius flamencs. Està dedicat als sants Abdó i Senén amb una predel·la amb tres escenes dedicades als màrtirs Cosme i Damià.
Al començament del segle XX es va traslladar a l'església de Santa Maria dins del mateix conjunt d'esglésies romàniques de Terrassa, i arran de la remodelació del 2009 va tornar a exposar-se a l'església de Sant Pere. El 2014, el retaule de Jaume Huguet va ser retornat a l'església de Santa Maria després de ser restaurat al Centre de Restauració de Béns Mobles de Catalunya.

## Dades de context

### Autor
Jaume Huguet (Valls, 1412 - Barcelona, 1492) fou un pintor gòtic català amb un estil que va evolucionar del gòtic internacional cap a les innovacions incorporades des de la pintura flamenca. La seva formació es va realitzar entre València, Tarragona i Barcelona, si bé no es descarta que pogués haver visitat Sardenya o Nàpols, ciutat que formaven part de la Corona d'Aragó. Va desenvolupar la seva màxima activitat a Barcelona a partir de 1448, on va crear un taller que pràcticament va monopolitzar la realització de retaules a Catalunya durant la segona meitat del segle xv, un cop morts Bernat Martorell i Lluís Dalmau. El seu taller va incorporar els seus deixebles i també membres de la família Vergós, amb qui va mantenir una estreta relació personal. Una part important de la seva obra han estat perdudes a causa de revoltes que destruïren les esglésies que les contenien; la majoria d'obres conservades són panells de retaules que foren desmuntats.

### Tema

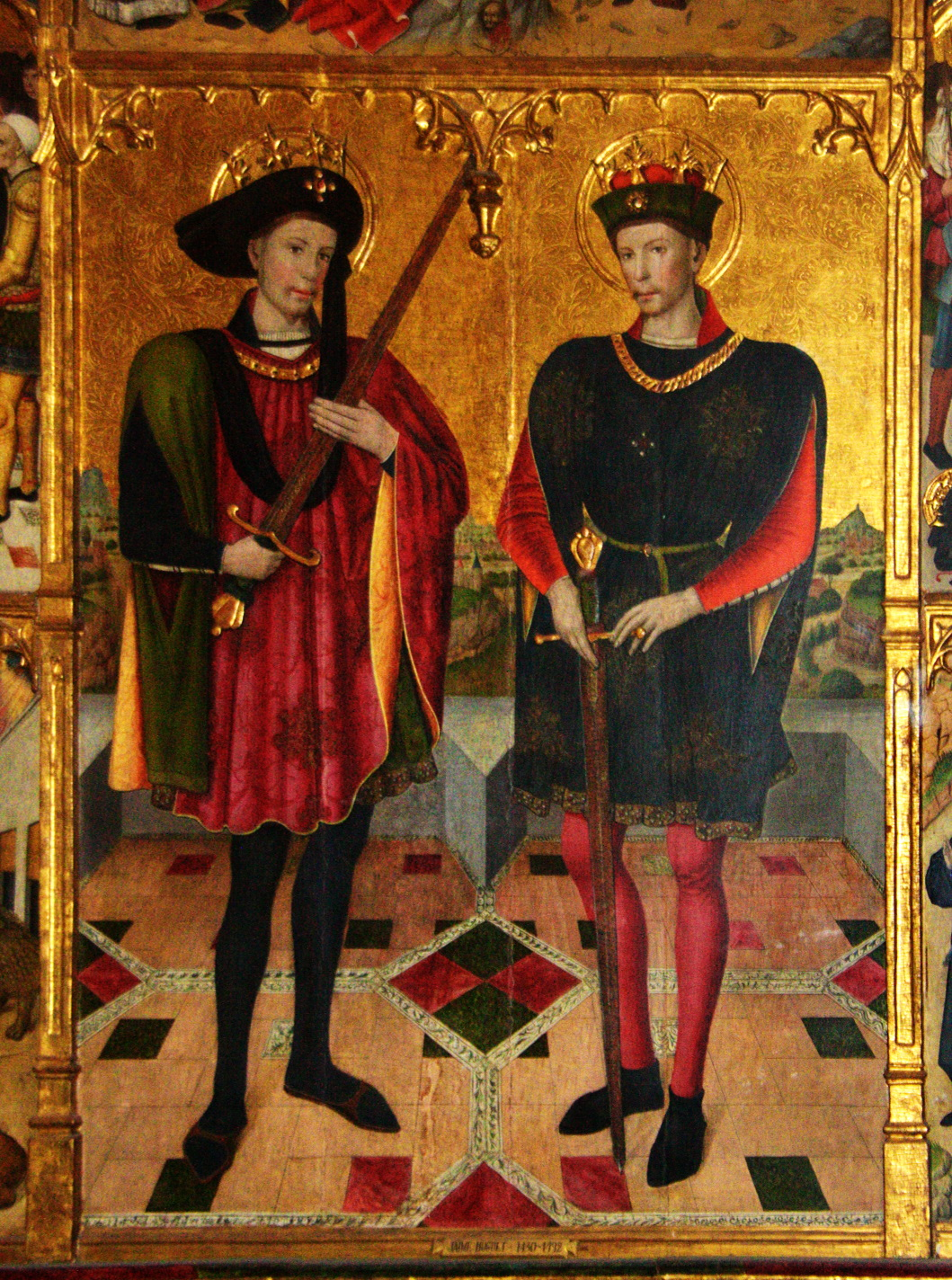
Sant Abdó i Sant Senén, la taula central

El retaule presenta dues històries de màrtirs: d'una banda, les elegants figures dels sants Abdó i Senén, prínceps de Pèrsia i, de l'altra, les dels sants metges Cosme i Damià. En tots dos casos es mostren escenes de la seva vida, miracles i martiri dels sants.
La història sobre Abdó i Senén, titulars del retaule, es recull a la Llegenda Àuria del beat Jaume de Voràgine. Explica que els sants havien enterrat a uns màrtirs cristians i l'emperador Deci manà agafar-los i, juntament amb altres perses que ja tenia captius, entrar a Roma amb gran magnificència. Després feu que Claudi, pontífex del Capitoli, exhortés Abdó i en Senén per tal que adoressin ídols; ells, però, amb gran resolució, li respongueren que només reconeixien per Déu a Jesucrist, i que a Ell havien ofert el sacrifici de si mateixos. Els fuetejaren cruelment amb plomades i, despullats en l'amfiteatre, els deixaren anar tres ferotges lleons i quatre ossos que es llençaren als peus dels sants màrtirs, encerclant-los i protegint-los. El jutge Valerià, atribuint aquest miracle a art màgica, ordenà que allí mateix els destrossessin: foren traslladats davant una imatge del Sol on foren degollats al voltant de l'any 250.
Es diu que els seus cossos van ser soterrats per un subdiaca, Quirí, i traslladats durant el regnat de Constantí fins al cementiri de Pontianus, prop de les portes de Roma. Segons una tradició local, a finals del segle x l'abat Arnulf va portar els cossos a l'abadia de Santa Maria d'Arles des de Roma, un fet que surt representat al retaule. Des d'aquesta abadia s'estengué el culte dels sants sota la denominació popular de sant Nin i sant Non com a patrons dels pagesos, cosa que explica la seva advocació en una ciutat eminentment agrícola a l'època.

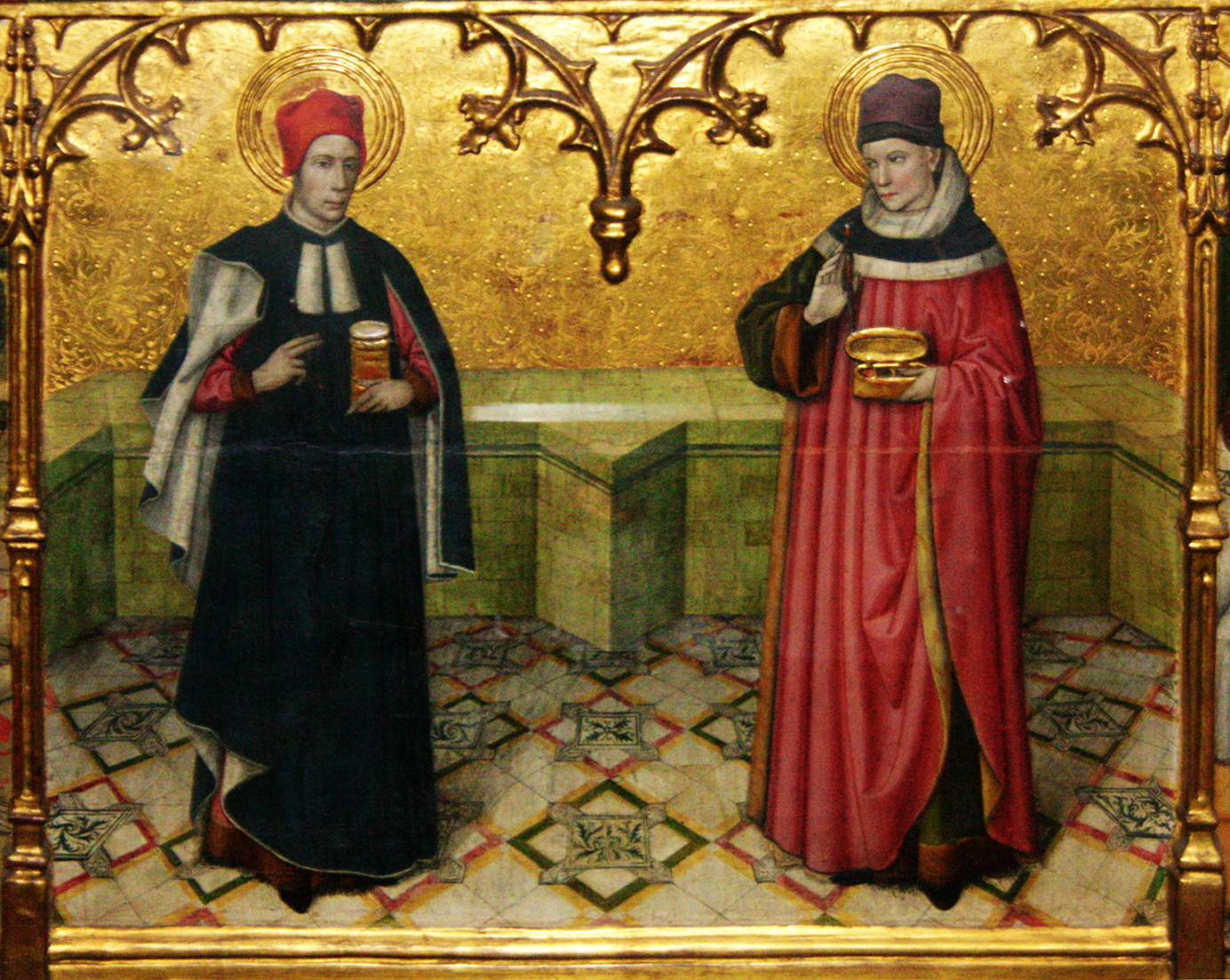
Sant Cosme i Sant Damià, a la predel·la

Pel que fa als sants Cosme i Damià, la tradició occidental els descriu originaris d'Aràbia, al si d'una família rica. El seu pare es convertí al cristianisme i morí en una persecució a Cilícia mentre que la mare, Teodota, també cristiana, els va educar. Van aprendre medicina a Síria i la van exercir al port d'Aegea de Síria (Cilícia, actual Ayas, Turquia), al golf d'Alexandreta. Personatges pietosos, no cobraven pels seus serveis, per la qual cosa eren anomenats amb el terme grec Anàrgiroi («sense diners»); aplicaven així la dita evangèlica: «el que vau rebre de gràcia, doneu-ho de gràcia».
Durant la persecució dels cristians de Dioclecià (284-305) foren detinguts pel prefecte Lísies de Cilícia i, en no voler abjurar del cristianisme, foren martiritzats. Les passiones parlen de «cinc cops martiritzats»; segons les fonts foren lapidats –tot i que les pedres retornaven contra els botxins–, fuetejats, crucificats i assagetats –també les sagetes es giraven contra els soldats–, llançats al mar amb una pedra al coll –aconseguint tot i així surar– i, finalment, cremats en un forn. La tradició més coneguda diu que, finalment, foren decapitats juntament amb els seus deixebles Àntim, Lleonci i Euprepi a Cir, prop d'Antioquia de Síria. El seu miracle més conegut és el que van fer quan un malalt tenia la cama gangrenada: la van tallar i la van substituir miraculosament per la d'un negre que havia mort poc abans, quedant el pacient completament guarit.
La predel·la del retaule d'Huguet recull la seva decapitació junt amb els deixebles i el miracle de la cama trasplantada.

### Estil
El moment en el qual es realitza aquest retaule coincideix amb la fase de plenitud de l'autor, que mostra una serena i expressiva naturalitat. Encara conservarà els darrers aires del gòtic internacional amb un moment avançat del flamenquisme més penetrant. L'artista incorpora algunes novetats tot i que, com a home conservador i enamorat dels costums del seu país, va traçant una visió pròpia que defineix la pintura gòtica catalana. Així, coneixedor de les noves tendències de la pintura flamenca, com ho proven la suavitat dels rostres o la utilització del paisatge, les adapta a les tradicions del país mantenint el vell predomini dels espais daurats en els muntants que emmarquen l'escena. Com més maduresa s'aprecia en el seu estil, més es reflecteixen en les seves figures els tipus habituals dels seus contemporanis i veïns, observats en la vida quotidiana de la ciutat de Barcelona i del camp de Catalunya. Això és molt evident en el trasllat de les relíquies dels sants Abdó i Senén del retaule de Terrassa.

## Història

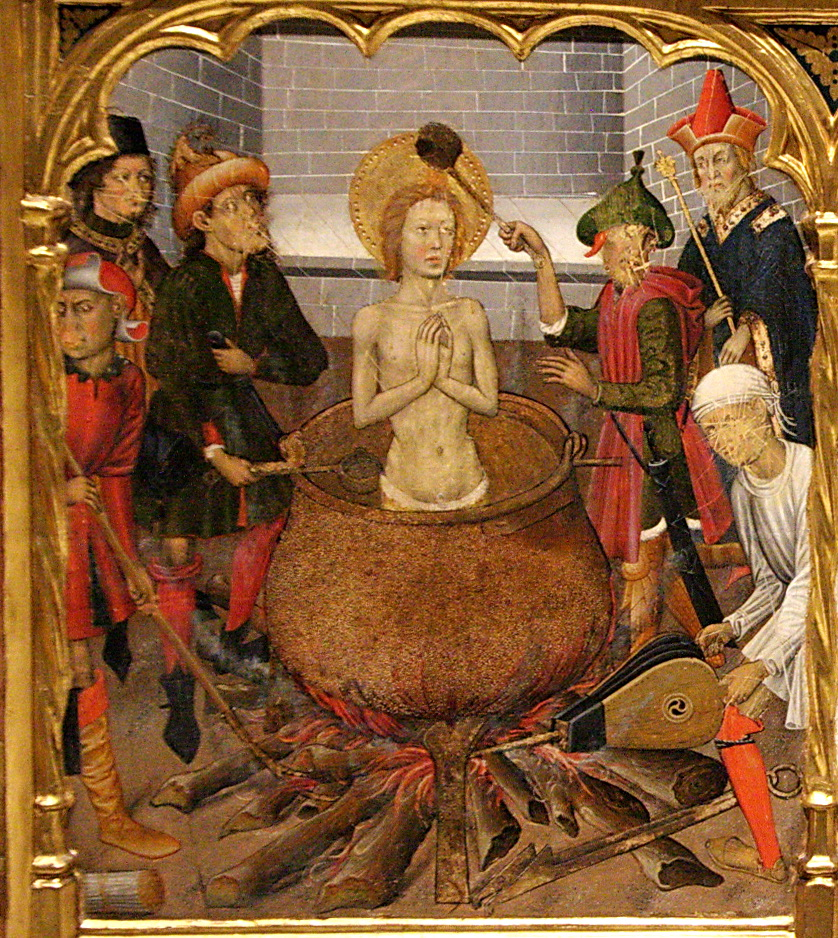
Detall del Retaule dels Sants Joans de Martorell on s'observen les ratllades fruit del «vandalisme religiós» (MNAC)

El 27 de desembre de 1458 els feligresos de Sant Pere de Terrassa reunits al cementiri de l'església varen decidir la construcció d'un retaule dedicat als sants Abdó i Senén, patrons llavors dels agricultors catalans. El 9 de juny de 1460 s'encarregà a dues persones el seguiment de la seva comptabilitat. En aquell moment, l'església de Sant Pere ja disposava d'un excel·lent retaule major dedicat al sant patró pintat per Lluís Borrassà, que actualment es conserva parcialment a l'església de Santa Maria. El nou retaule era per un altar lateral, on es va conservar fins a començaments del segle xx.
El 1905 es varen trobar dos rebuts signats per Huguet d'un pagament de 26 sous (dos florins i quatre sous) del 22 d'octubre de 1460 fet per Rafael Llonch i un altre de 7 lliures i 3 sous (13 florins) fet per Gabriel Marçans el 27 de març de 1461. Per la palla i la cavalcadura del pintor per anar a col·locar el retaule s'entreguen 3 sous, la qual cosa proporciona la data aproximada de l'acabament de l'obra. Se'n desconeix el cost, però hi ha constància que la liquidació final dels pagaments va ser feta pel mateix Gabriel Marçans el 27 de maig de 1465.
La pintura es conserva en bon estat i sense patir agressions. Va ser restaurada i netejada el 1925 abans del seu trasllat a la veïna església de Santa Maria. Durant la restauració es van repintar les cares ratllades dels botxins que apareixen a la predel·la: més que un acte de vandalisme es tracta, en realitat, d'un costum d'origen romà molt estès a l'edat mitjana en el qual els fidels mutilaven -amb un excés de rigor- les faccions dels personatges malignes.

## Descripció
El retaule està format per 6 panells i una predel·la. La taula central presenta els sants Abdó i Senén vestits com a cavallers armats. Són en una mena de terrassa amb un paisatge de fons i el cel daurat. A l'esquerra de l'espectador hi ha un carrer amb dues taules amb la presentació d'Abdó i Senén davant l'emperador Deci i amb la pregària al teatre entre lleons i ossos mansuets. Al carrer de la dreta, dues taules més recullen la seva decapitació i el trasllat de les restes a l'abadia de Santa Maria d'Arles. Sobre la taula central, a manera de frontó, hi ha una crucifixió.
La predel·la dedicada als sants metges té tres escenes: els sants amb els seus atributs al centre, el miracle de la cama gangrenada a la dreta i la decapitació dels sants i els seus deixebles a l'esquerra.
Tots els panells tenen uns sobredaurats a la part alta amb formes florals, i coronant els tres carrers hi ha uns ornaments, també daurats, de major mida i elegància. El guardapols de guix daurat mostra escuts de Barcelona i Terrassa alternats. La raó per la qual hi figura l'escut barceloní és perquè Barcelona havia adquirit drets senyorials sobre Terrassa l'any 1391 i acabava de renovar-los el 21 de febrer de 1459.

## Anàlisi de l'obra
L'aspecte més singular de l'obra és la doble advocació a dues parelles de sants màrtirs. Huguet ofereix un paral·lelisme, tant formal i compositiu com ideològic, en la forma que els presenta: a les escenes centrals, amb vestits elegants, amb els seus atributs i en un estança similar decorada amb un sòl enrajolat que aporta un cert efecte de perspectiva. Si els sants titulars eren els patrons dels pagesos, els sants metges havien de pal·liar els efectes de la pesta del segle xv, dotant així al retaule d'un valor pràctic a més dels criteris litúrgics.

### Taules superiors
L'escena central amb els dos sants titulars és la taula més gran i més famosa del conjunt. La construcció de l'espai manifesta uns arcaismes una mica tradicionals, com l'ús de l'or per al cel de fons sobre el qual ressalten els personatges. Un complex paviment aporta la perspectiva amb un paisatge mínim, però prou detallat, de fons. Lluny dels contemporanis flamencs, el paisatge és molt convencional, amb un corrent d'aigua en primer terme i alguns edificis que evoquen castells, cases i ciutats medievals.
Recordant el desaparegut estil internacional cortesà, les dues figures són elegants i altes, amb una gorra que acaba en una mena de corona en relleu d'estuc daurat i amb un vidre que simula una joia al mig de les gorres; aquesta era, sens dubte, la visió que imaginaven i que corresponia als prínceps perses. Porten les seves espases a la mà i tenen una certa semblança a l'atribuïda taula de Sant Jordi i la princesa.

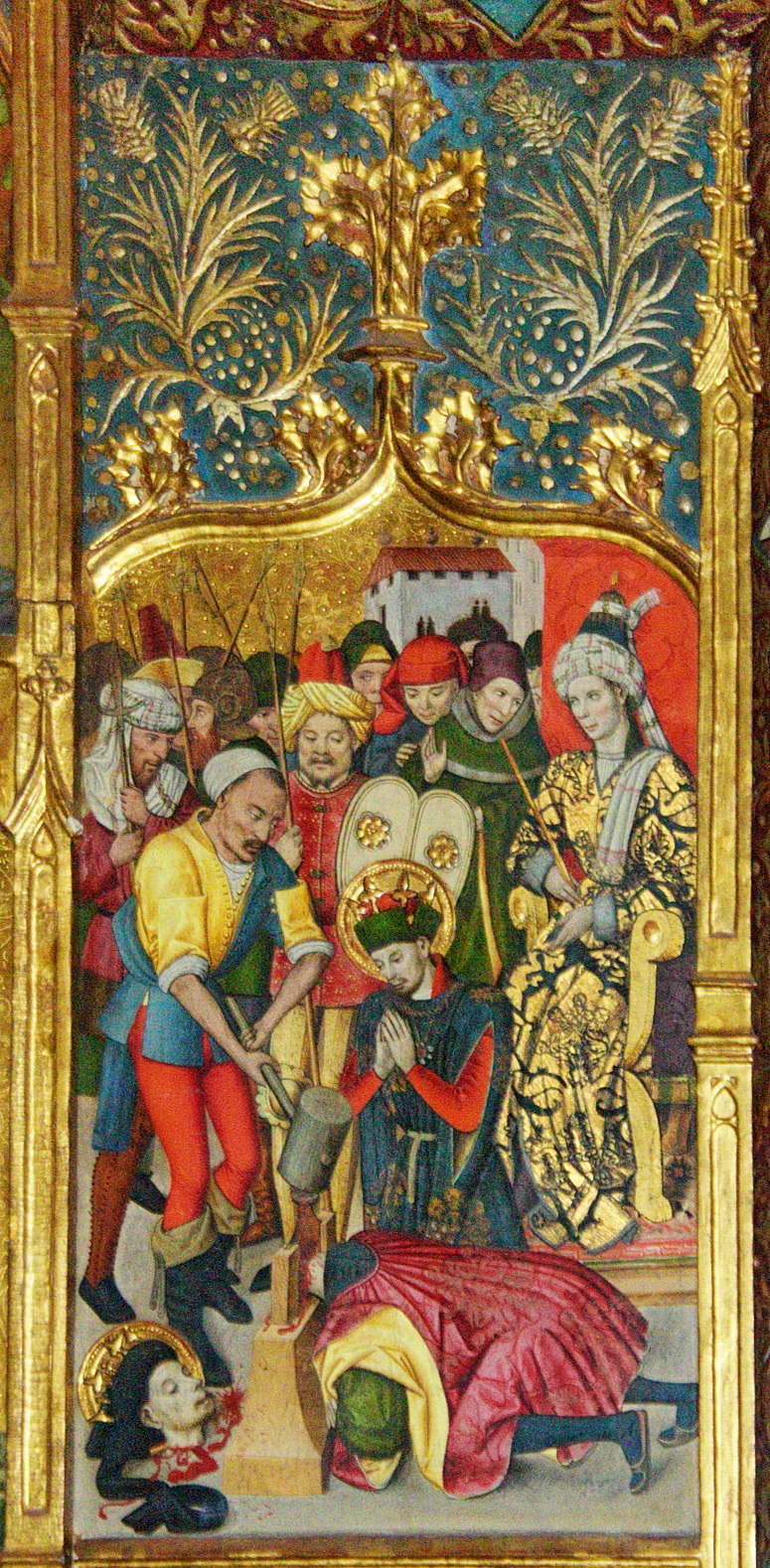
Decapitació dels sants Abdó i Senén

Sembla improbable que Huguet tingués prou documentació de referència sobre aquests sants, ja que eren poc populars fora de Roma, i l'interès local estava justificat per l'existència de les seves restes a la Catalunya Nord. Cal interpretar que Huguet va treballar amb referències estàndards, ja que tres de les quatre escenes dels carrers laterals presenten una seqüència comuna al martiri de molts sants: el sant és jutjat per una autoritat pagana, pateix unes agressions que miraculosament no li causen cap mal i, amb un turment més contundent, acaba per morir. Al presbiteri de la catedral de Parma, a l'altar de finals del segle xii hi ha un relleu dels sants Abdó i Senén que van ser llançats a les feres, les quals són més nombroses que les d'aquesta taula.
A la primera escena, l'emperador Deci porta una corona de tipus medieval i està escoltant els detinguts davant d'un grup de gent que ocupa tot l'espai i que l'artista aconsegueix dibuixar de forma que aportin profunditat i perspectiva. Al costat de l'emperador hi ha un personatge amb aspecte de pontífex que pot ser una referència a l'exigència d'adoració als ídols pagans que no es mostren enlloc. Un altre personatge amb simbolisme és un dels guardes que apareix amb un turbant en clara al·lusió als musulmans, en un clar indici d'antiislamisme, ja que representa a un dels guardes del tirà i, per tant, té un rol negatiu.
A la segona escena, els sants són llançats a les feres que, segons la versió escrita original, així com la catalana, es tractaven de «dos lleons i quatre ossos». Huguet no resol bé la composició espacial dins un fossat massa estret per a contenir tots els personatges, els quals tenen una manca de proporcionalitat considerable. Entre els espectadors tornen a aparèixer un pontífex pagà i un individu amb turbant. La seva mida, considerablement gran tot i estar al fons, denota problemes de perspectiva.
La tercera escena recull la decapitació dels sants en un ambient carregat de personatges amb una bona solució compositiva. El caràcter antiislamista de l'obra es reafirma, ja que, a més del personatge del guarda que hi ha al mig del grup, el dignatari que presideix ja no és Deci sinó algú altre que també vesteix turbant. El botxí sembla d'origen tàrtar, una ètnia que a l'edat mitjana havia arribat a la zona mediterrània a causa de la guerra i que havia estat esclavitzada. El seu baix preu havia fet que artistes com Borrassà i Martorell en tinguessin un d'ells al seu servei. Malgrat el dramatisme de l'escena, totes les figures mantenen l'expressivitat pròpia dels personatges d'Huguet.
La darrera escena recull la història del segle x segons la qual es traslladen les seves restes a Amiens. No queda clar que aquest trasllat fos en aquesta data, ja que no es recull a la Llegenda Àuria (segle xiii) junt amb la narració del sacrifici dels sants. Podria tractar-se d'una llegenda creada durant la reconstrucció de la capella d'Arles durant el segle xiv. La imatge representa la solemne comitiva precedida per l'abat Arnulf i els seus monjos, que s'acosten a rebre les miraculoses relíquies portades per dos benedictins dins de dos barrils sobre un ase. El benedictí que guia l'ase mostra la seva sorpresa amb el gest de la mà i la mirada interrogativa que adreça al seu company.

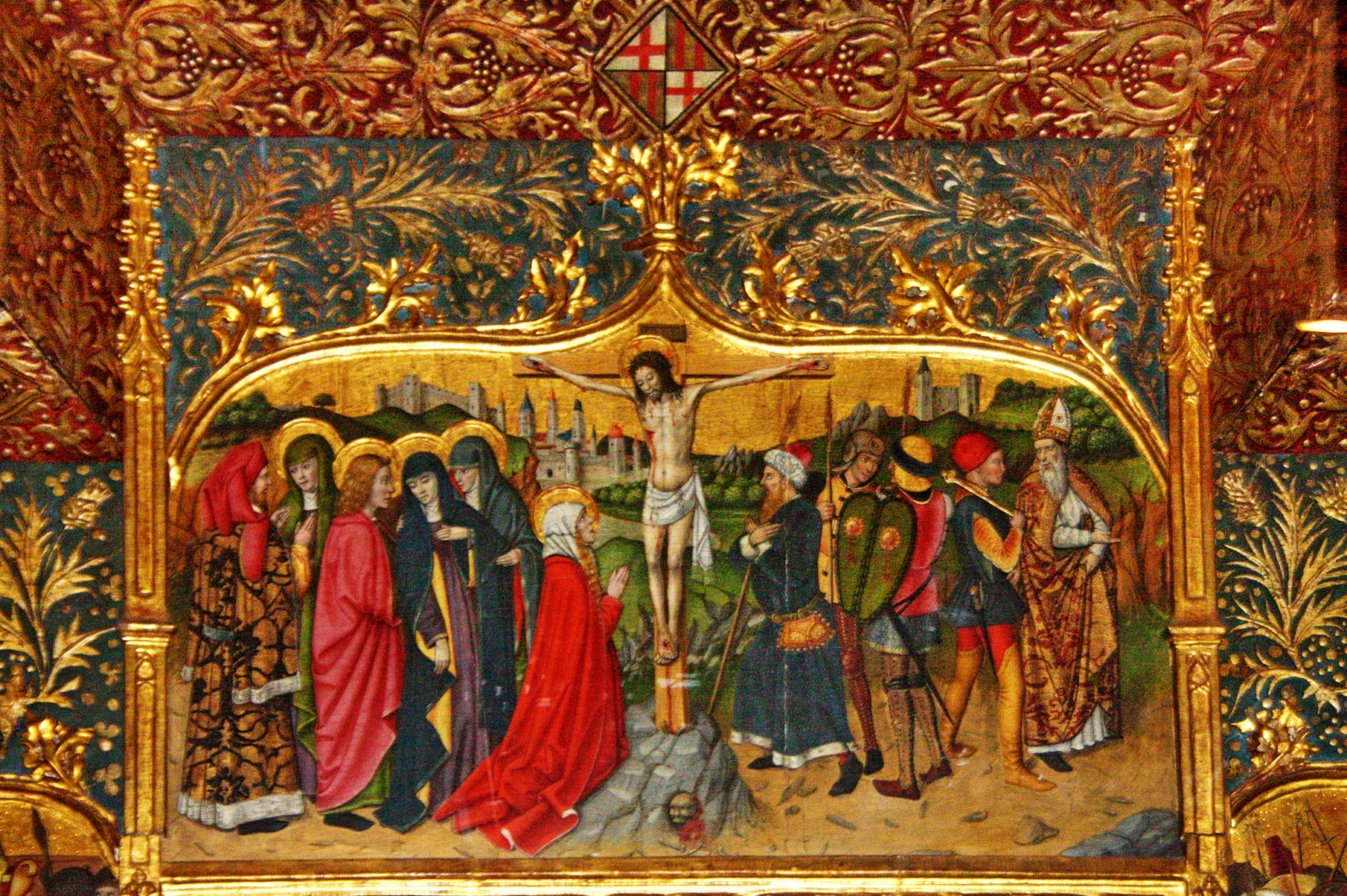
El Calvari

A més de les escenes dels sants, a la part superior, coronant el retaule, hi ha una crucifixió en format apaïsat, i no hi ha grups de genets com al Calvari del Retaule de sant Miquel del mateix Huguet. Els personatges, més nombrosos que a l'altre retaule, estan més dispersos i, fins i tot, alguns es mostren despreocupats de l'esdeveniment de la Creu. Al fons s'observa la ciutat de Jerusalem amb el temple de Salomó darrere les muralles. La ciutat està rodejada per un fossar amb aigua. A la dreta s'observa un bisbe que representa un dels prínceps dels sacerdots que es descriuen a tres dels evangelis canònics increpant Jesús crucificat. Aquesta imatge es troba en altres pintures des que Lluís Borrassà la fes servir al Retaule de santa Clara de Vic, en la qual un grup de bisbes degolla els apòstols Judes Tadeu i Simó; d'ell s'ho copiarien Joan Mates i Bernat Martorell. El mateix Huguet va fer servir la figura del bisbe a l'escena de la crucifixió del Retaule del Martiri de sant Bartomeu; Calvari; Mort de Santa Maria Magdalena del MNAC. Aquesta figura només es troba a la pintura gòtica catalana.

### Predel·la
La predel·la està dedicada als sants Cosme i Damià, més coneguts i amb forces referències en les quals basar-se per descriure els seus miracles i el seu martiri. Huguet havia de pintar tres escenes i va optar per fer una taula central de presentació dels sants assimilant-los als sants titulars, amb la mateixa ubicació centrada i la mateixa composició en un escenari similar, tot i que de mida inferior.

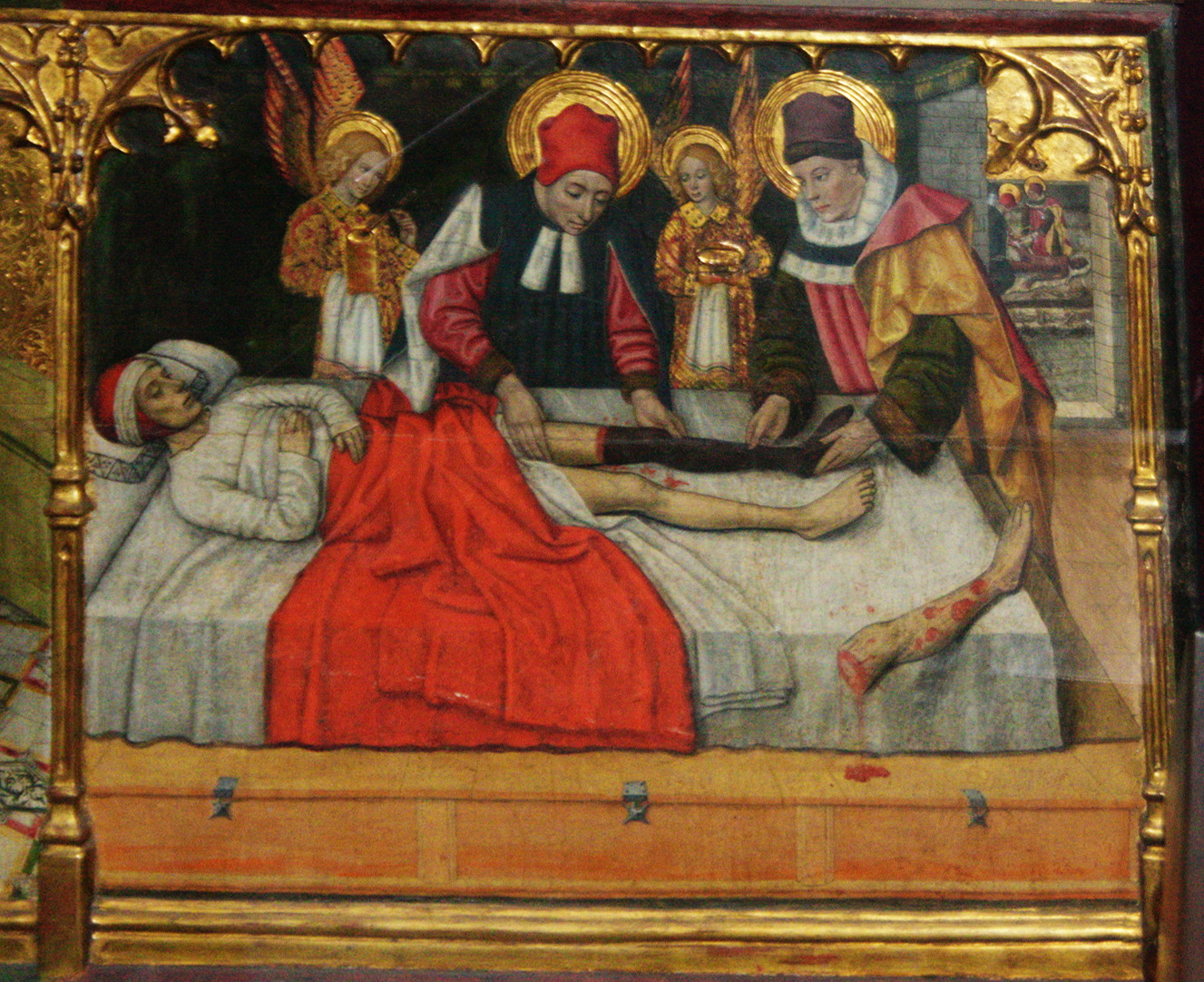
El miracle dels sants Cosme i Damià, segons Huguet

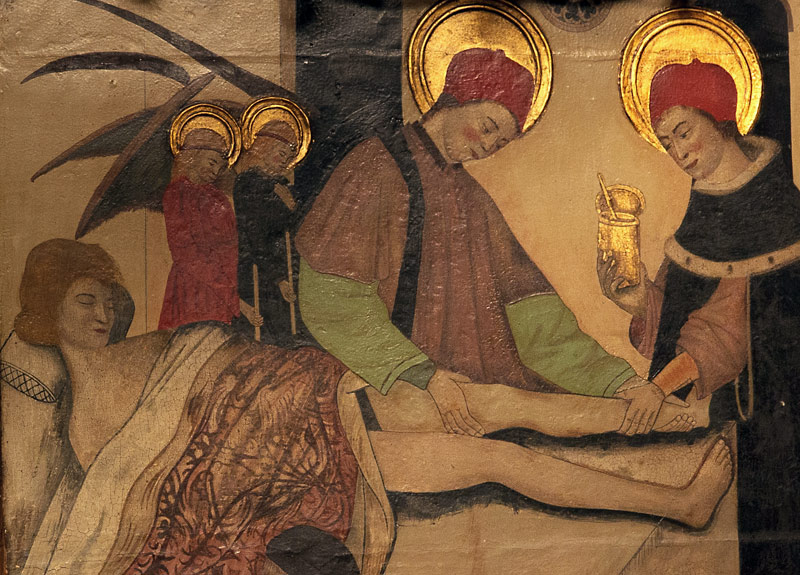
Escena del miracle al retaule de Miquel Nadal a la catedral de Barcelona (1455)

De la vida dels sants metges hi havia moltes icones referides al diferents martiris que varen patir fins a la decapitació final i a diferents miracles o accions pietoses de la seva activitat mèdica. Per a les dues taules restants Huguet va triar la seva mort junt amb els seus germans i el miracle de la substitució d'una cama gangrenada, un fet molt conegut a la península Ibèrica. La composició global concorda amb la predel·la del retaule de Miquel Nadal dedicat als mateixos sants, retaule que poc abans havia estat realitzat per a la seu de Barcelona i que Huguet segur que va fer servir de referència. A l'obra de Nadal es mostren tres escenes: la decapitació, un Crist sostingut per dos àngels i el miracle de la cama. En tractar-se d'un retaule sencer dedicat als sants, aquests ja ocupen la taula central amb una imatge de retrat, mentre que Huguet només comptava amb els tres espais de la predel·la; és per això que substitueix la imatge de Crist per la taula de presentació.
El martiri és dirigit per Lísies de Cilícia, acompanyat per molts personatges, igual que a les taules dedicades a Abdó i Senén. L'escena capta el moment en el qual el prefecte Lísies dona l'ordre d'execució al botxí del primer dels dos sants, mentre que a terra ja hi ha morts els seus tres germans. Al retaule de Nadal tots es beneficien de la possibilitat de santedat, perquè van nimbats, però Huguet només posa l'aurèola als titulars, que presenta agenollats. Una altra diferència és la cruesa de la imatge d'Huguet amb molta sang cobrint als degollats, mentre que a l'obra de la catedral de Barcelona només es representen unes gotes.
L'escena del miracle mostra l'operació feta per Cosme i Damià a la cama gangrenada d'un dels vigilants de l'església. Varen fer servir la cama d'en «Mauri, un home d'Etiòpia» que havia estat enterrat aquell mateix dia. En aixecar-se l'endemà, el malalt s'adona de la seva curació, ho comunica als seus coneguts i tots van al cementiri a comprovar el fet. Huguet es mostra rigorós amb el relat i mostra una cama negra empeltada sobre el cos blanc del malalt, mentre que a l'obra de Nadal el canvi de color és imperceptible. Si que coincideixen en la presència de dos àngels com a ajudants de l'operació, un fet que no figurava a les llegendes escrites dels sants. A l'extrem dret s'observa una porta darrera la qual hi ha el cementiri amb el cos desenterrat del donant i la imatge retrospectiva de Cosme i Damià mentre fan l'acció de tallar-li la cama.